# 萨迈拉文化
萨迈拉文化是美索不达米亚北部的一个新石器时代晚期的考古文化，大致年代为公元前5500年至前4800年，位于今伊拉克中北部。它与哈苏纳和早期乌拜德文化部分重叠。萨迈拉文化的物质遗存最早由德国考古学家恩斯特·赫茨菲尔德在萨迈拉遗址的发掘中被识别。其他发现萨迈拉文化遗存的遗址包括谢姆沙拉遗址、萨万遗址和亚里姆泰佩遗址。
在萨万遗址，发现了灌溉的证据——包括亚麻——表明这里曾存在一个繁荣的定居文化，具有高度组织化的社会结构。该文化以其精美的陶器闻名，陶器上装饰有风格化的动物图案，包括鸟类，以及深色背景上的几何图案。这种广泛出口的陶器类型是古代近东最早广泛传播且相对统一的陶器风格之一，最早在萨迈拉被识别。萨迈拉文化是美索不达米亚乌拜德时期文化的前身。在叙利亚的萨比阿比亚德遗址和其他新石器时代晚期遗址中，学者们采用了越来越模糊的术语，如萨迈拉“影响”、萨迈拉“相关”甚至萨迈拉“冲动”，主要是因为我们尚不清楚这些遗址与传统萨迈拉核心区域的关系。该术语可能扩展到叙利亚的遗址，如查加尔巴扎尔遗址、布韦德二世遗址、萨比阿比亚德遗址或哈鲁拉遗址，这些遗址中类似的陶器正在前哈拉夫到早期哈拉夫过渡期的背景下被发掘。

## 萨迈拉陶器
该文化的陶器被称为萨迈拉陶器。

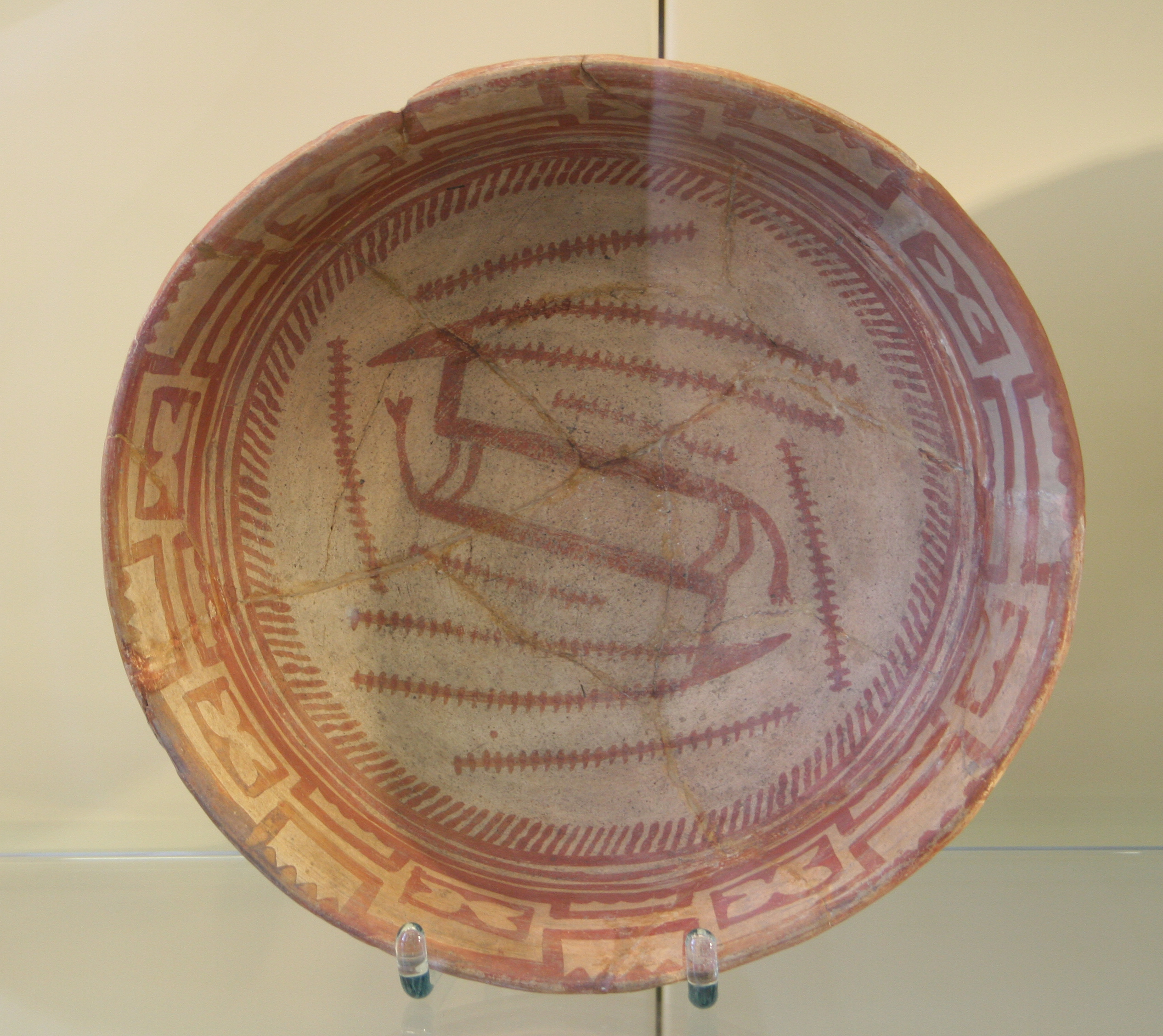
萨迈拉时期的精美陶器，约公元前6200年—前5700年
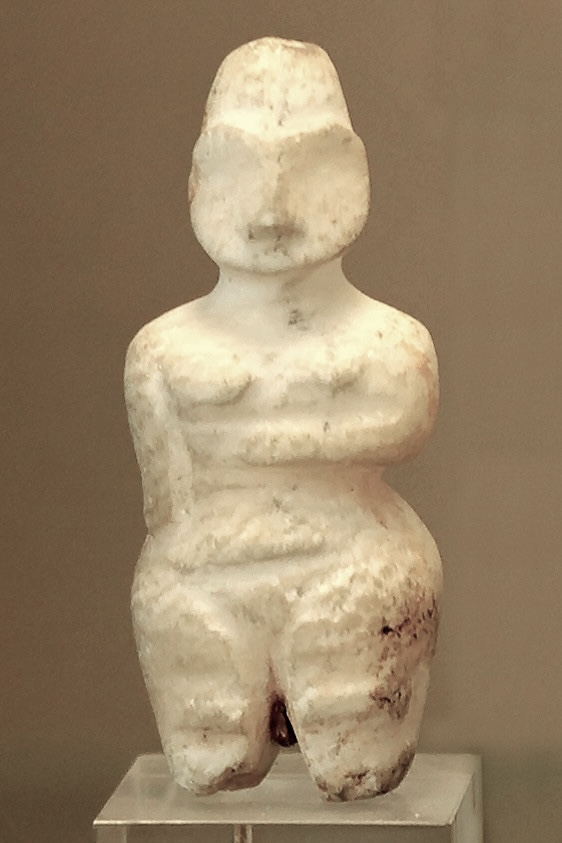
在萨万遗址（靠近萨迈拉的底格里斯河中游）发现的女性雕像，第1层，约公元前6000年
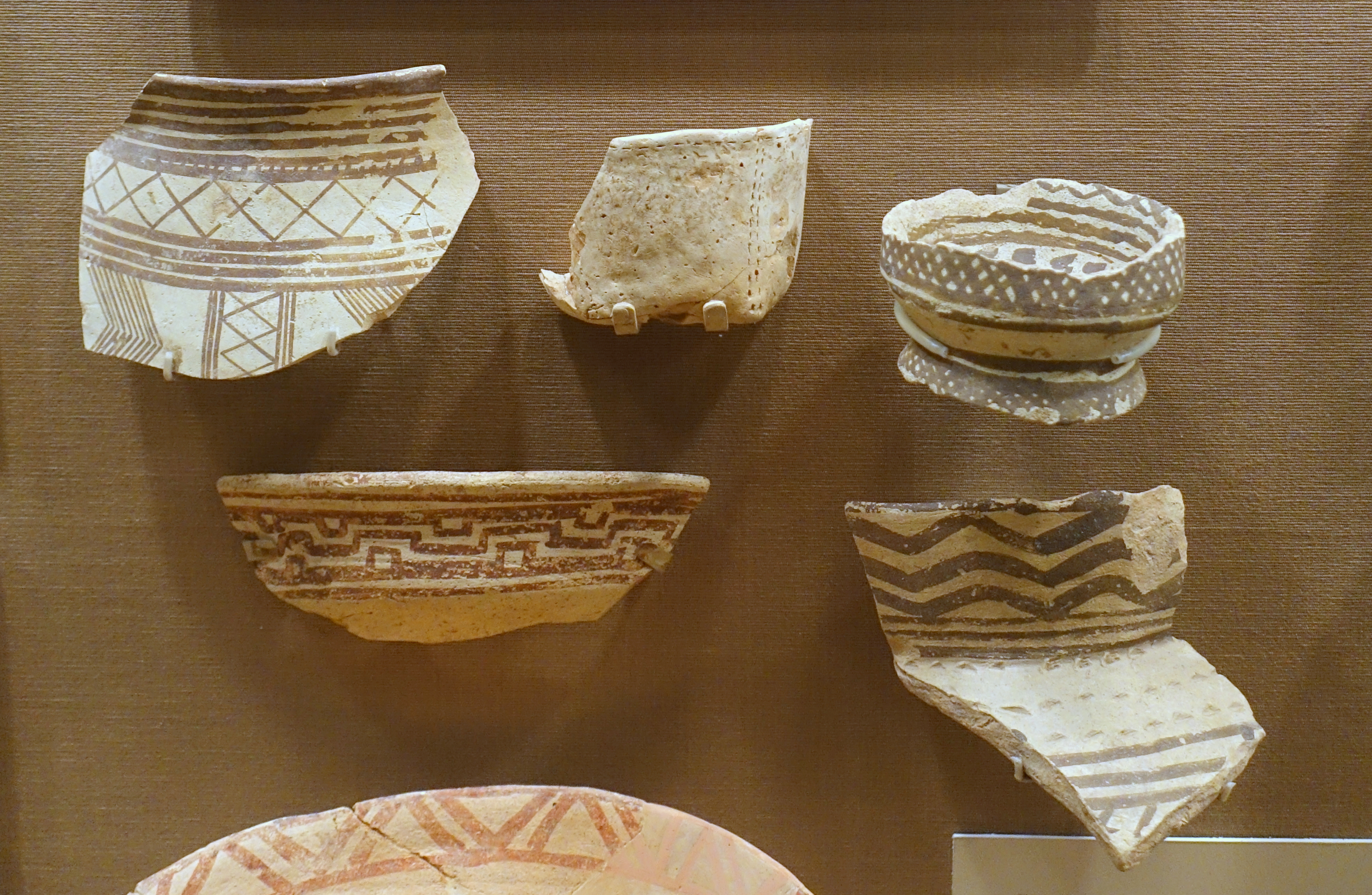
萨迈拉陶器碎片。
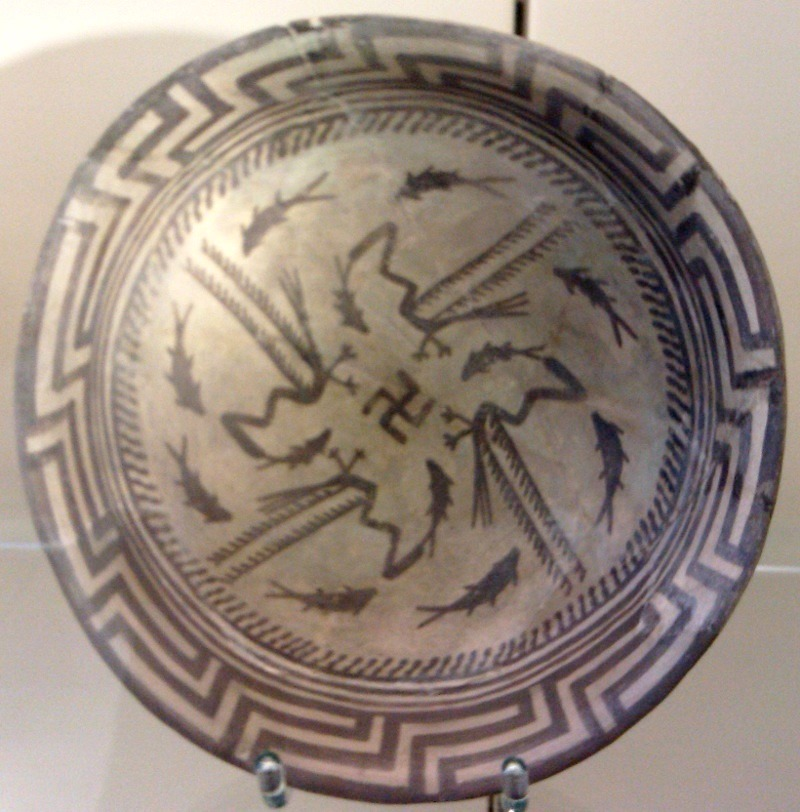
卍符萨迈拉碗，约公元前4000年

## 延伸阅读
NIEUWENHUYSE, Olivier; JACOBS, Loe; VAN AS, Bram; BROEKMANS, Tom; ADRIAENS, A. Mieke. . Paléorient. 2001, 27 (1): 147–165. JSTOR 41496601. doi:10.3406/paleo.2001.4726.